# اورکوت
اورکوت (به مجاری:  Úrkút) یک شهرداری در مجارستان است که در وسپرم واقع شده‌است. اورکوت ۲۰٫۱۳ کیلومتر مربع مساحت و ۲٬۲۱۶ نفر جمعیت دارد.